# Johan 5. af Nassau-Vianden-Dietz
Johan 5. af Nassau-Vianden-Dietz (9. november 1455 i Breda – 30. juli 1516 i Dillenburg) var greve af Nassau-Dillenburg fra 1475 til 1516. Han var farfar til Vilhelm den Tavse. 

## Besiddelser i Nederlandene
Johan 5. blev statholder af Gelderland og Zutphen i 1504. Samme år arvede han også Breda i Noord-Brabant og Vianden i Luxembourg. 

## Familie
Johan 5. var søn af Maria af Loon-Heinsberg og Johan 4. af Nassau-Dillenburg.
Han giftede sig med Elisabeth af Hessen-Marburg. De fik seks børn. Henrik 3. af Nassau-Breda arvede de nederlandske og luxembourgske besiddelser, mens Vilhelm 1. af Nassau-Dillenburg arvede de tyske besiddelser. 
1. ↑  Navnet er anført på engelsk og stammer fra Wikidata hvor navnet endnu ikke findes på dansk.